# 老撾航空
寮國航空（[Lao Airlines] 错误：{{Langx}}：參數 |links= 和 |link= 衝突（帮助））是寮國的國家航空公司，總部設在永珍。

## 歷史

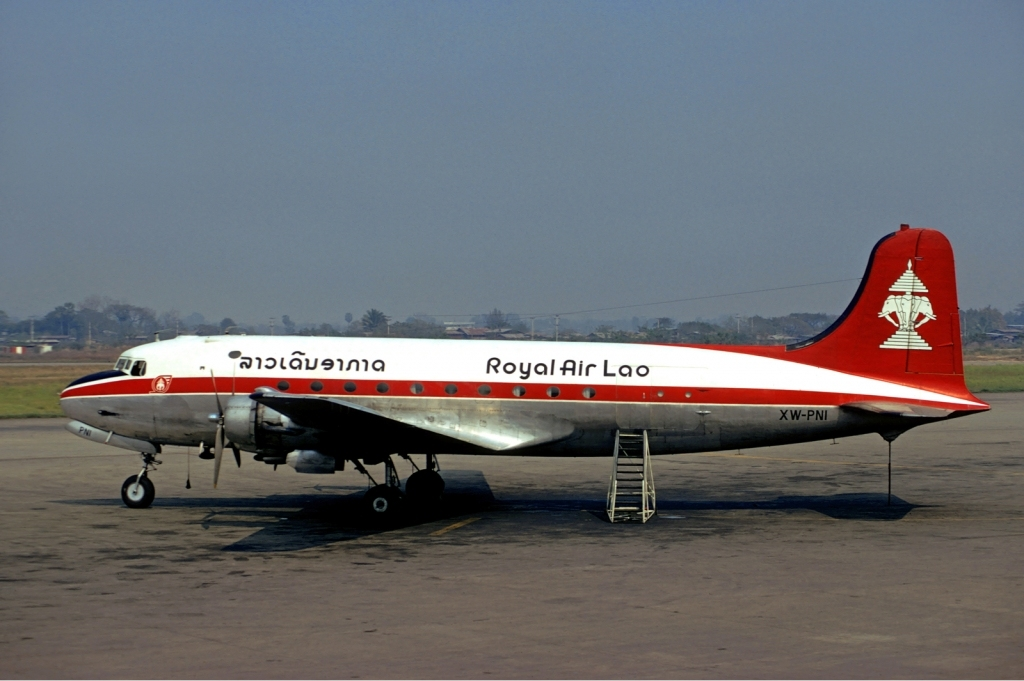
老撾皇家航空的道格拉斯DC-4客機

1976年9月，老撾當時的老撾皇家航空（[Royal Air Lao] 错误：{{Langx}}：參數 |links= 和 |link= 衝突（帮助））和老撾航空（[Lao Air Lines] 错误：{{Langx}}：參數 |links= 和 |link= 衝突（帮助））這兩家航空公司，並組成。Lao Aviation起初以道格拉斯DC-3及DC-4營運國際與國內航線，並以直升機經營偏遠地區航線。
1980年代起，開始引入由中國及蘇聯製造的飛機。Lao Aviation分別於1994年及1995年引入ATR 42及ATR 72、運-7和運-12以更新機隊。
2000年，中國雲南航空與老撾政府共同持有老撾航空的股份，及後改由老撾政府全資擁有，並於2003年更名為英語所稱的。
2011年11月8日，老撾航空接收首架空中巴士A320客機，而第二架已於同年12月交付。

## 航點
| 旗幟 | 城市     | 國家 | 機場名稱         | 備註 |
| ---- | -------- | ---- | ---------------- | ---- |
|      | 琅勃拉邦 | 老撾 | 琅勃拉邦國際機場 |      |
|      | 巴色     | 老撾 | 巴色國際機場     |      |
|      | 沙湾拿吉 | 老撾 | 沙湾拿吉机场     |      |
|      | 永珍     | 老撾 | 瓦岱國際機場     | 基地 |
|      | 曼谷     | 泰國 | 蘇凡納布機場     |      |
|      | 胡志明市 | 越南 | 新山一國際機場   |      |
|      | 河内     | 越南 | 内排國際機場     |      |

## 機隊

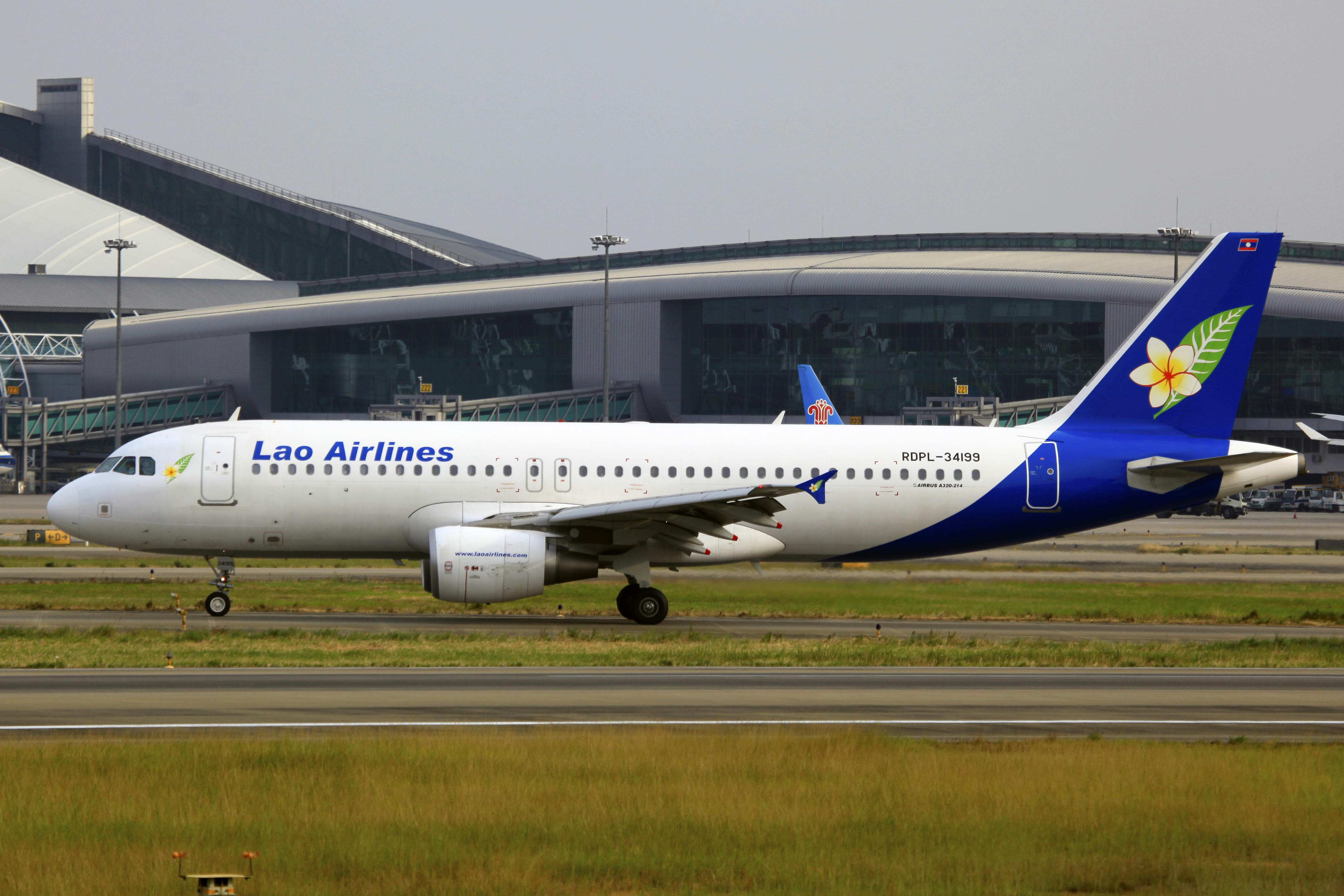
老撾航空的空中巴士A320-200客機在廣州白雲國際機場滑行

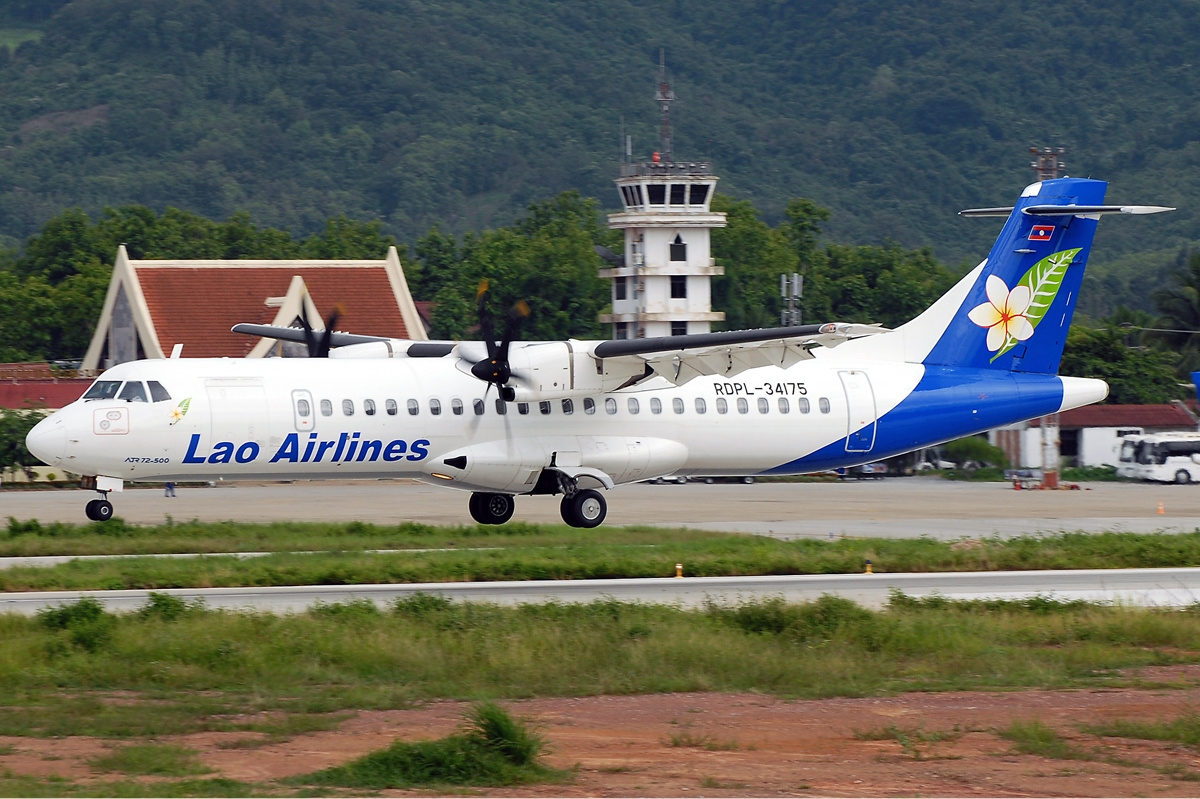
老撾航空的ATR 72-500客機

截至2017年8月，老撾航空的機隊如下：
歷史機種
- 安托諾夫An-24
- ATR 42–300
- ATR 72-200
- 波音737-200
- 道格拉斯DC-4
- 運-12
- 維克斯子爵
- 新舟60
- 運-7

## 事件
2013年10月16日，一架ATR 72-600型飛機負責執行此任務並即將降落時，疑似因天氣不佳，衝入距離機場8公里（5英哩）的湄公河中，機上共載有44名乘客和5名機組人員，事故使全機共49人不幸罹難。

## 外部連結
- 官方網站 （页面存档备份，存于）（老挝文）（英文）